# Fidèle Nsielele Zi Mputu
Fidèle Nsielele Zi Mputu (* 21. Juli 1950 in Kinshasa, Demokratische Republik Kongo) ist ein kongolesischer Geistlicher und emeritierter römisch-katholischer Bischof von Kisantu.

## Leben
Fidèle Nsielele Zi Mputu empfing am 26. September 1976 das Sakrament der Priesterweihe. 
Am 10. Juni 1994 ernannte ihn Papst Johannes Paul II. zum Bischof von Kisantu. Der Erzbischof von Kinshasa, Frédéric Kardinal Etsou-Nzabi-Bamungwabi CICM, spendete ihm am 25. September desselben Jahres die Bischofsweihe; Mitkonsekratoren waren der Bischof von Matadi, Gabriel Kembo Mamputu, und der Bischof von Boma, Joachim Mbadu Kikhela Kupika.
Am 21. November 2020 nahm Papst Franziskus seinen vorzeitigen Rücktritt an.